# Hermann Wadel

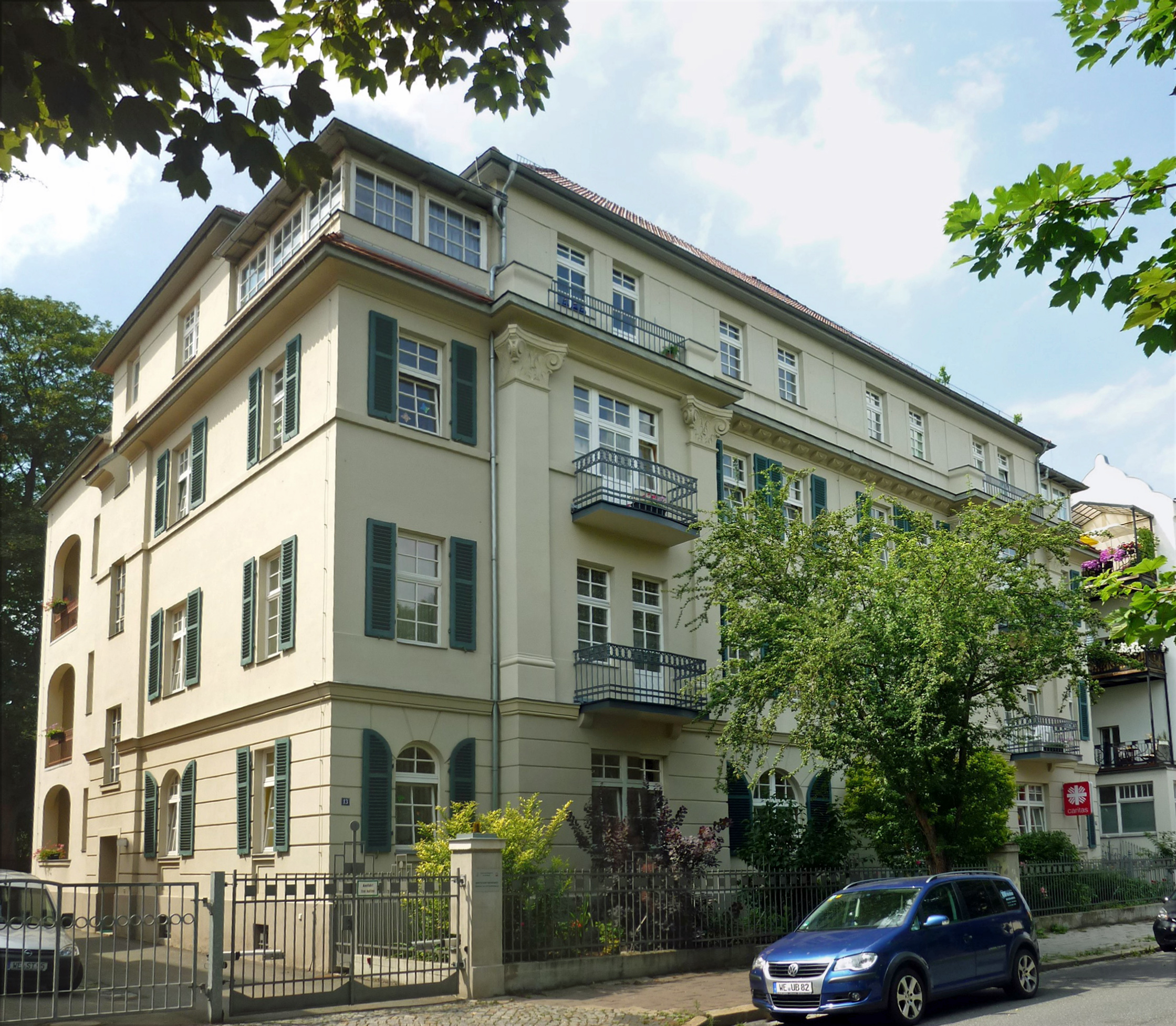
Mozartstraße 13–15

Hermann Wadel (* 1860; † im 20. Jahrhundert) war ein deutscher Architekt und Bauunternehmer in Weimar.

## Leben
Er gehörte zu den Architekten wie Paul Werschy (1875–1957), der mit als Erster die von Otto Wagner (1841–1918) und Adolf Loos (1870–1933) den Stil der alle Zierformen und Bausymbolik ablehnenden Architektur einführte, die von München aus begann. Hervorhebung der Fensterumrandung wurde ebenfalls abgelehnt. Baumaterial war einfacher Ziegelstein mit Putzverkleidung und Stahlträger. Dieses wurde später selbst von Rudolf Zapfe, dem Architekten des Jugendstil in Weimar schlechthin, um 1910 angewandt. Wadel baute nicht wenige der Gebäude, die Werschy entwarf, die über die gesamte Stadt Weimar verstreut stehen. Eines davon ist das Doppelwohnhaus Mozartstraße 13/15 aus dem Jahre 1910. Auch das Haus Mozartstraße 11 entstand nach Wadels Entwurf. Einfache Ziegelbauten Werschy's und Wadel's entstanden nördlich und westlich des August-Bebel-Platzes. Dieses Gebäude steht auf der Liste der Kulturdenkmale in Weimar (Einzeldenkmale). Zu seinem und Werschys Œuvre zählt auch die Trierer Straße 63 aus dem Jahre 1912.